# U-Bahnhof Johannisthaler Chaussee

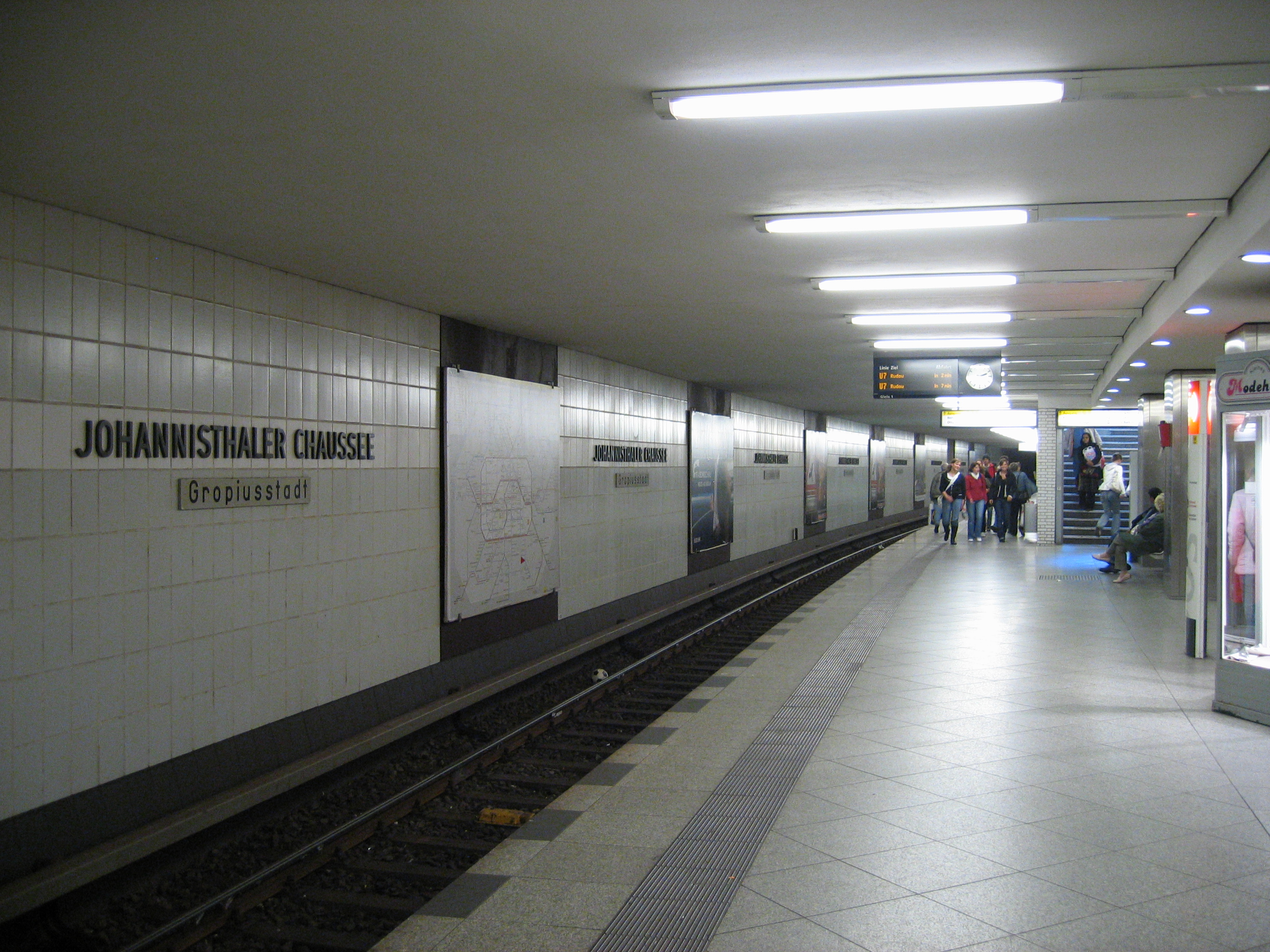
Bahnsteig

Der U-Bahnhof Johannisthaler Chaussee (mit dem Klammerzusatz „Gropiusstadt“) ist eine Station der Berliner U-Bahn-Linie U7. Er wurde am 2. Januar 1970 im Rahmen der Verlängerung der Linie bis zum Zwickauer Damm eröffnet und ist 1042 Meter vom U-Bahnhof Britz-Süd sowie 785 Meter vom U-Bahnhof Lipschitzallee entfernt. 
Die Station liegt mitten im Ortsteil Gropiusstadt, von dem die Station auch ihren Beinamen erhielt. Im Bahnhofsverzeichnis der BVG trägt dieser Bahnhof das Kürzel Jt.
Die Gestaltung stammt von dem Architekten Rainer G. Rümmler. Dabei wurde auf Schlichtheit Wert gelegt. Der Bahnhof verfügt über einen Mittelbahnsteig mit einer Treppenanlage in der Mitte, die in das Einkaufszentrum Gropius Passagen führt, und einen Ausgang am nördlichen Bahnsteigende, der in eine Vorhalle führt. Die originalen Eingangshallen, wie sie 1970 existierten, sind allerdings nicht mehr vorhanden. Die Wände tragen durchgängig graue Fliesen, die durch einen waagrechten weißen Streifen unterbrochen sind, auf dem der Bahnhofsname steht. Die Mittelstützen sind mit Metallblechen verkleidet. Decke und Bahnsteig selbst sind in Grau gehalten.
Der Bahnhof ist mittels Aufzug barrierefrei zugänglich.

## Anbindung
| Linie | Verlauf |
| ----- | --- |
|       | Rathaus Spandau – Altstadt Spandau – Zitadelle – Haselhorst – Paulsternstraße – Rohrdamm – Siemensdamm – Halemweg – Jakob-Kaiser-Platz – Jungfernheide – Mierendorffplatz – Richard-Wagner-Platz – Bismarckstraße – Wilmersdorfer Straße – Adenauerplatz – Konstanzer Straße – Fehrbelliner Platz – Blissestraße – Berliner Straße – Bayerischer Platz – Eisenacher Straße – Kleistpark – Yorckstraße – Möckernbrücke – Mehringdamm – Gneisenaustraße – Südstern – Hermannplatz – Rathaus Neukölln – Karl-Marx-Straße – Neukölln – Grenzallee – Blaschkoallee – Parchimer Allee – Britz-Süd – Johannisthaler Chaussee – Lipschitzallee – Wutzkyallee – Zwickauer Damm – Rudow |

Der U-Bahnhof wird durch die Linie U7 bedient. Es bestehen Umsteigemöglichkeiten zu zahlreichen Omnibuslinien der Berliner Verkehrsbetriebe und der Regionalen Verkehrsgesellschaft Dahme-Spreewald.